# Saboula
Saboula is een gemeente (commune) in de regio Kayes in Mali. De gemeente telt 6200 inwoners (2009).
De gemeente bestaat uit de volgende plaatsen:
- Balandougou (hoofdplaats)
- Bassibougou
- Boulouli
- Dindan
- Linguéna